# Jennifer Ellison
Jennifer Lesley Ellison (Liverpool, 30 maggio 1983) è un'attrice, cantante, ballerina ed ex modella britannica.

## Biografia
Dopo aver iniziato a danzare all'età di tre anni, Jennifer Ellison è stata ammessa alla Royal Ballet Lower School, che successivamente ha abbandonato per dedicarsi alla recitazione. Tra il 1998 e il 2003 ha interpretato il personaggio di Emily Shadwick nella soap opera Brookside, a cui sono seguiti altri ruoli in diverse serie televisive, tra cui Hell's Kitchen. 
Grazie alle sue doti da cantante e ballerina, Ellison ha recitato anche in diversi musical del West End londinese, interpretando la protagonista Roxie Hart in Chicago (nel 2004 e nel 2006) e Lina Lamont in una riduzione teatrale di Cantando sotto la pioggia (2012). Inoltre è stato in un film musicale, Il fantasma dell'Opera, che l'attrica ha fatto il suo debutto cinematografico nel 2004, interpretando la ballerina Meg Giry.
Nei primi anni duemila è apparsa anche come modella su alcune riviste, tra cui FHM, Nuts e Zoo Weekely. Sempre nei primi anni duemila ha rilasciato due singoli, "Baby I Don't Care" (2003) e "Bye Bye Boy" (2004), che hanno raggiunto rispettivamente il sesto e il tredicesimo posto nell'Official Singles Chart.

### Vita privata
È sposata con Robbie Tickle dal 2009 e la coppia ha avuto tre figli: Bobby, Harry e Charlie, nati rispettivamente nel 2010, nel 2013 e nel 2014.

## Filmografia parziale

### Cinema
- Il fantasma dell'Opera (The Phantom of the Opera), regia di Joel Schumacher (2004)

### Televisione
- Brookside – serie TV, 89 episodi (1998-2003)

## Discografia

### Singoli
- 2003 – Baby I Don't Care
- 2004 – Bye Bye Boy

### Colonne sonore
- 2004 – The Phantom of the Opera

## Doppiatrici italiane
- Perla Liberatori ne Il fantasma dell'Opera (dialoghi)
- Miriam Calzolari ne Il fantasma dell'Opera (canto)